# Группа галактик M51
Группа галактик M51 (англ. M51 Group) — группа галактик в созвездии Гончих Псов. Группа носит название наиболее яркой галактики группы, галактики Водоворот (M51A). Другие известные представители группы включают M51B и галактику Подсолнух (M63).

## Представители группы
В представленной ниже таблице указаны галактики, которые идентифицированы как члены группы в Каталоге ближайших галактик, обзоре Fouque и др., каталоге LGG, и трёх списках групп, перечисленных Giuricin и др.
| Название                   | Тип         | R.A. (J2000)  | Dec. (J2000) | Скорость удаления (км/с) | Видимая звёздная величина |
| -------------------------- | ----------- | ------------- | ------------ | ------------------------ | ------------------------- |
| Галактика Водоворот (M51A) | SA(s)bc pec | 13ч 29м 52.7с | +47° 11′ 43″ | 463 ± 3                  | 9.0                       |
| M51B (NGC 5195)            | SB0 pec     | 13ч 29м 59.6с | +47° 15′ 58″ | 465 ± 10                 | 10.5                      |
| NGC 5023                   | Scd         | 13ч 12м 12.6с | +44° 02′ 28″ | 407 ± 1                  | 12.9                      |
| NGC 5229                   | SB(s)d      | 13ч 34м 02.8с | +47° 54′ 56″ | 364 ± 8                  | 14.3                      |
| Галактика Подсолнух (M63)  | SA(rs)bc    | 13ч 15м 49.3с | +42° 01′ 45″ | 504 ± 4                  | 9.3                       |
| UGC 8313                   | SB(s)c      | 13ч 13м 53.9с | +42° 12′ 31″ | 593 ± 4                  | 14.4                      |
| UGC 8331                   | IAm         | 13ч 15м 30.3с | +47° 29′ 56″ | 260 ± 5                  | 14.6                      |

Другие возможные представители группы (галактики, перечисленные в одном или двух списках, упомянутых выше) включают IC 4263 и UGC 8320. Точная принадлежность этих галактик не выяснена.

## Ближайшие группы
Группа M51 расположена к юго-востоку от группы M101 и группы галактик NGC 5866. Расстояния до этих трёх групп (как определено из расстояний до отдельных галактик) очень похожи, что свидетельствует в пользу того, что группа M51, группа M101 и группа NGC 5866 являются частью более крупной вытянутой структуры. Однако, большая часть методов определения групп считает эти три группы отдельными самостоятельными образованиями.